# 张立勇 (政治人物)
张立勇（1955年7月—），男，山东荣成人，中华人民共和国政治人物，二级大法官，曾任河南省高级人民法院院长。第十二届全国人民代表大会河南省代表。

## 生平
1982年毕业于山东大学哲学系。1982年-1993年期间历任中共中央纪律检查委员会干事、副处长、处长；其间曾挂职河北省河间市委副书记一年。1993年底转任陕西省咸阳市秦都区委书记，1997年6月担任中共咸阳市委常委，1999年兼任咸阳市委副书记、常务副市长。2002年底升任咸阳市市长。2003年获西北政法学院法律硕士；2005年9月升任咸阳市委书记，次年3月兼任咸阳市人大常委会主任。2007年12月转任河南省高级人民法院党组书记，次年1月任河南省高级人民法院院长、党组书记。2008年起担任全国人大代表。2013年，担任全国人大代表。2008年12月，当选河南省法官协会会长。2018年1月卸任河南省高级人民法院院长职务。